# Anomochloeae
Anomochloeae es una tribu  de plantas perteneciente a la familia de las poáceas. El género tipo es: Anomochloa Brongn. Contiene un solo género.

## Géneros
- Anomochloa Brongn.